# Æoler
Æolerne var en af de antikke græske stammer. Navnet kommer fra det faktum, at de blev anset for at være efterkommere af Aiolos (Æolus), søn af Hellén, grækernes mytologiske patriark.
| Historie | Spire Denne historieartikel er en spire som bør udbygges. Du er velkommen til at hjælpe Wikipedia ved at udvide den. |